# Louise Lake-Tack

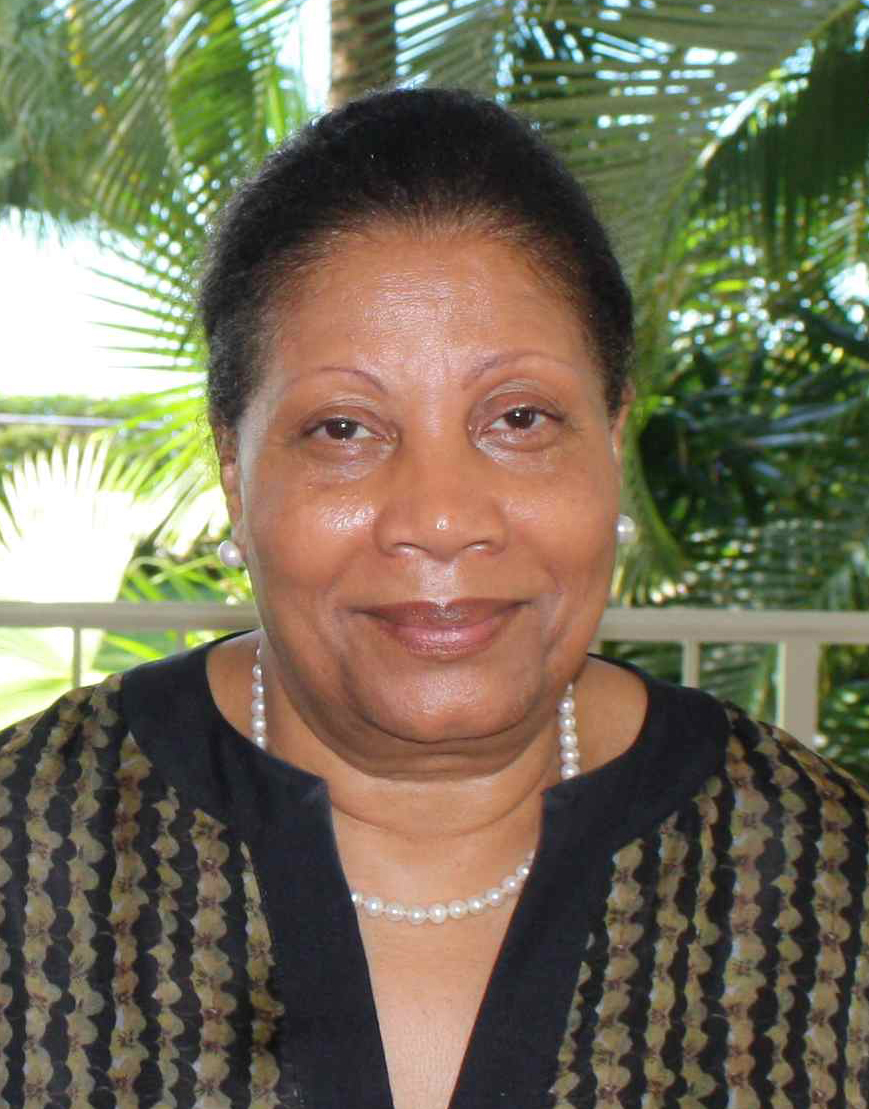
Louise Lake-Tack

Dame Louise Agnetha Lake-Tack GCMG (* 26. Juli 1944 in Long Lane Estate (St. Phillips Parish)) ist eine antiguanische Politikerin und ehemalige Generalgouverneurin von Antigua und Barbuda.

## Biografie
Nach der Schulausbildung an der Freetown Government School sowie der Antigua Girls High School in Saint John’s begann sie in Großbritannien eine Ausbildung zur Krankenschwester am Charing Cross Hospital in London. Nach ihrer Rückkehr nach Antigua war sie einige Zeit als Krankenschwester am National Heart Hospital sowie der Harley Street Clinic tätig.
Später absolvierte sie ein Studium der Rechtswissenschaften und war nach Abschluss des Studiums zunächst als Richterin an den Magistratsgerichten (Magistrate Courts) von Marylebone und Horseferry tätig. Anschließend war sie Richterin an den Appellationsgerichten der Krone (Crown Courts) in Pocock und Middlesex.
Am 17. Juli 2007 wurde sie als Nachfolgerin von Sir James Carlisle zur ersten Generalgouverneurin von Antigua und Barbuda ernannt und war damit Vertreterin von Königin Elisabeth II. als Staatsoberhaupt. Am 13. August 2014 endete ihre Amtszeit, neuer Generalgouverneur wurde Rodney Williams.
Für ihre Verdienste wurde sie 2007 als Dame Grand Cross des Order of St Michael and St George geadelt.